# Fritz Herkenrath
Fritz Herkenrath (* 9. September 1928 in Köln; † 18. April 2016 in Aachen) war ein deutscher Fußballspieler. Als Torhüter von Rot-Weiss Essen gewann er in der Runde 1952/53 den DFB-Pokal und 1954/55 die deutsche Meisterschaft. Er absolvierte von 1954 bis 1958 21 Länderspiele in der Fußballnationalmannschaft und belegte mit der DFB-Auswahl bei der Fußball-Weltmeisterschaft 1958 in Schweden den vierten Rang. Der „fliegender Schulmeister“ genannte Herkenrath wurde nach Beendigung seiner aktiven Laufbahn zum Professor an der Sportfakultät der Technischen Hochschule in Aachen ernannt und war später als Studienprofessor an der Universität Düsseldorf beschäftigt.

## Laufbahn

### Vereine, bis 1962

#### Köln, bis 1952
Die sportliche Karriere des aus einer Lehrerfamilie stammenden Fritz Herkenrath begann nach Ende des Zweiten Weltkrieges als Feldhandballer beim Kölner Stadtteilklub TV Dellbrück, als wurfgewaltiger Stürmer auf Rechtsaußen, der aber auch gelegentlich das Tor hütete. Auf verkehrsarmen Straßen und zwischen Wäschestangen spielend, fanden seine Freunde und er aber Spaß am Fußball. So schloss sich Herkenrath im Frühjahr 1946 dem Nachbarverein Preußen Dellbrück an. Bereits nach wenigen Spielen in der Reservemannschaft, wo er durch tollkühne Paraden imponiert hatte, wurde er umgehend im Ligateam eingesetzt. Nach dem Aufstieg aus der Rheinbezirksliga 1946/47 gehörte Dellbrück 1947/48 zur ersten Saison der neu formierten Oberliga West an. Am vierten Spieltag, den 5. Oktober 1947, beim Lokalderby gegen den VfR Köln, debütierte er bei der 1:2-Niederlage in der Oberliga. Seinen ersten Sieg in der Oberliga erlebte er am 23. November 1947 durch einen 2:1-Heimerfolg gegen die Sportfreunde Katernberg. Am letzten Rundenspieltag, den 18. April 1948, entschied Dellbrück das Heimspiel gegen die TSG Vohwinkel 80 durch drei Treffer von Angreifer Josef Schmidt und erreichte Punktegleichstand mit der Elf aus Wuppertal. Dadurch waren Entscheidungsspiele für die Abstiegsregelung nötig. Erst die vierte Auseinandersetzung brachte am 29. Juni die Entscheidung durch einen 1:0-Erfolg von Vohwinkel gegen die Mannschaft von Herkenrath zustande. Der Torhüter hatte in der Verbandsrunde in 18 Partien das Tor der Preußen gehütet. Dellbrück stieg in die Rheinbezirksliga ab, woraus aber umgehend zur Runde 1949/50 die Rückkehr in die Oberliga West glückte.
Die Saison 1949/50 eröffneten die Dellbrücker mit einem 3:2-Heimsieg am 4. September 1949 gegen Alemannia Aachen. Die Runde brachte für den Oberligarückkehrer neben den Derbys gegen den 1. FC Köln am Schlusstag die überraschende Eroberung der Vizemeisterschaft und damit die Teilnahme an der Endrunde um die Deutsche Meisterschaft. Am 30. Spieltag, dem 7. Mai 1950, gewann die Herkenrath-Mannschaft das Heimspiel gegen Rhenania Würselen mit 4:1 und die punktgleichen Rivalen 1. FC Köln und FC Schalke 04 verloren ihre Spiele gegen Aachen und Rot-Weiss Essen. Herkenrath hatte in 29 Spielen im Tor gestanden. In der Endrunde setzte sich Dellbrück gegen den SSV Reutlingen 05 und Titelverteidiger VfR Mannheim durch, ehe die „Preußen“ im Halbfinale Kickers Offenbach im Wiederholungsspiel mit 0:3 unterlagen. Herkenraths imponierende Leistungen im Tor wurden durch den Einsatz am 14. Mai 1950 beim Repräsentativspiel von Westdeutschland gegen Norddeutschland in Köln gewürdigt.
Anteil an der Verbesserung seines Torhüterspiels hatte auch die Ausbildung zum Fußball-Lehrer in der Deutschen Sporthochschule in Köln unter Sepp Herberger, wo er 1950 mit den Lehrgangskollegen Karl-Heinz Heddergott, Helmuth Johannsen, Hans Rohde, Karl Striebinger und Horst Stürze erfolgreich die Prüfung ablegte. Er lernte dabei den früheren Nationaltorhüter Willibald Kreß kennen, der ihm speziell in Sachen Stellungsspiel gute Tipps geben konnte und für ihn zu einem Vorbild wurde. So wurde aus dem „fliegenden“ Torwart ein besonnener und mitdenkender Schlussmann. Den unerwarteten Erfolg aus dem Jahr 1950 konnte Dellbrück 1951 nicht wiederholen. Herkenrath absolvierte 28 Einsätze bei dem Erreichen des achten Tabellenranges. Nach 75 Oberligaspielen für Dellbrück schloss er sich zur Runde 1951/52 dem Oberliganachbarn 1. FC Köln an.
Obwohl Herkenrath am 14. Oktober 1951 in Kiel beim Auswahlspiel von Norddeutschland gegen Westdeutschland im Tor stand und zum erweiterten Kreis der deutschen Nationalmannschaft gehörte, konnte er sich beim 1. FC Köln nicht als Stammtorhüter durchsetzen. Der holländische Nationalkeeper Frans de Munck hütete in 17 Spielen das Tor der Mannschaft von Spielertrainer Hennes Weisweiler und Herkenrath musste sich mit 13 Einsätzen begnügen. Das bewog ihn noch vermehrt dazu, sein Sport- und Pädagogikstudium zu forcieren, um eine stabile Lebensgrundlage neben dem Fußball zu besitzen. Nachdem Georg Melches, der Macher von Bergeborbeck, Verhandlungen wegen einer Veränderung zu Rot-Weiss Essen aufgenommen hatte, sich Essen mit Köln geeinigt hatte, spielte Herkenrath zu Beginn der Saison 1952/53 bei der Mannschaft von der Hafenstraße und zog im November 1952 nach Essen-Frohnhausen.

#### Essen, 1952 bis 1962
In der Mannschaft von Trainer Karl Hohmann etablierte sich der Mann aus Köln sofort als Stammtorhüter. Hinter Meister Borussia Dortmund und dem Vize 1. FC Köln belegte RWE 1952/53 den dritten Rang in der Westoberliga. Herkenrath hatte alle 30 Ligaspiele bestritten. Emotional von besonderer Bedeutung waren dabei die vier Partien gegen seine ehemaligen Vereine Preußen Dellbrück und 1. FC Köln. In dem erstmals nach dem Zweiten Weltkrieg ausgetragenen Wettbewerb des DFB-Pokals zog Herkenrath mit seinen Mannschaftskameraden nach Erfolgen gegen den SSV Jahn Regensburg, den VfL Osnabrück, den Hamburger SV und im Halbfinale gegen den SV Waldhof Mannheim (Herkenrath fehlte in Mannheim wegen einer Verletzung) in das Finale am 1. Mai 1953 in Düsseldorf gegen den Westoberligisten Alemannia Aachen ein. Nach Toren von Franz Islacker und Helmut Rahn gewann die Mannschaft von Kapitän August Gottschalk durch einen 2:1-Erfolg den DFB-Pokal 1953. Im Jahr der Weltmeisterschaft in der Schweiz kam Rot-Weiss mit einem Punkt Rückstand zum Titelträger 1. FC Köln und einem Punkt Vorsprung vor dem FC Schalke 04 auf den zweiten Rang. Wiederum hatte der Torhüter alle 30 Pflichtspiele bestritten.
Ab dem 23. April 1954 gehörte er der Reisegesellschaft von RWE an, die eine neunwöchige Süd- und Nordamerikareise unternahm. Die internationalen Kontakte des Ehrenvorsitzenden Georg Melches in seiner beruflichen Funktion als Direktor der Didier-Kogag-Hinselmann AG machten dieses herausragende Unternehmen erst möglich. Sportlich ragten die Begegnungen gegen die argentinischen und uruguayischen Spitzenclubs CA Independiente und San Lorenzo Buenos Aires sowie Peñarol Montevideo und ein Testspiel gegen die Nationalelf von Uruguay heraus. Herkenrath erhielt von allen Seiten Bestnoten und auch wie die Sturmkollegen Islacker und Rahn lukrative Angebote für einen Wechsel an den Río de la Plata. Daneben standen gesellschaftliche und politische Empfänge auf dem Programm, wobei der Besuch beim amtierenden argentinischen Staatspräsidenten Juan Perón einen besonderen Stellenwert einnahm. Den Abschluss der Amerikareise bildete ein zweiwöchiger USA-Aufenthalt, wo insbesondere in New York zahllose Empfänge durch deutschstämmige Sportverbände den äußeren Rahmen bildeten. Die Technik, der Verkehr, die Autos, das pulsierende Leben in den Metropolen, das alles wurde zu unvergesslichen Eindrücken für die jungen Sportler aus dem Revier, insbesondere auch für den mit offenen Augen und Ohren die Reise erlebenden Pädagogen im Tor der Essener. Das Erleben der „anderen Welt“ in Süd- und Nordamerika entschädigte Herkenrath für den damit zusammenhängenden Verzicht, als Ersatztorhüter an der Fußballweltmeisterschaft in der Schweiz teilzunehmen.
In der Saison nach der Fußballweltmeisterschaft 1954, 1954/55, gewannen Herkenrath und Kollegen unter der sportlichen Anleitung von Trainer Fritz Szepan mit sechs Punkten Vorsprung vor dem SV Sodingen die Meisterschaft im Westen. Der reaktionsschnelle, fangsichere, wagemutige und sich mit spektakulären Paraden auszeichnende Torhüter ließ als Rückhalt der von Mittelläufer Heinz Wewers angeführten Defensive nur 38 Gegentreffer zu. Kurz nach seinem 26. Geburtstag debütierte Herkenrath am 26. September 1954 beim Länderspiel in Brüssel gegen Belgien in der deutschen Fußballnationalmannschaft. In der Endrunde um die deutsche Fußballmeisterschaft 1955 setzte sich die Melches-Mannschaft gegen Bremerhaven 93, Wormatia Worms und Kickers Offenbach ungeschlagen in den Gruppenspielen durch und zog in das Finale am 26. Juni 1955 in Hannover gegen die „Walter-Elf“ aus Kaiserslautern ein. Die mit fünf „Weltmeistern“ der WM-Tage aus der Schweiz antretenden Pfälzer gingen als Favorit in das Endspiel. Mit seinem Treffer in der 85. Minute zum 4:3-Endstand entschied Franz Islacker das Finale aber für die Mannschaft aus der Grugastadt. Der Klassekeeper konnte sich über seinen größten sportlichen Erfolg jedoch nicht so recht freuen, hatte er doch in der elften Minute das 0:1 verschuldet, als er einen harmlosen Flankenball nicht festhalten konnte. Nur wenige Minuten später verletzte er sich bei einer Parade und konnte das Spiel deshalb nur unter Schmerzen durchstehen.
Die Erfolge aus den Jahren 1953, 1954 und 1955 konnten die Rot-Weissen aus Bergeborbeck nicht konservieren. Die prägende Spielerpersönlichkeit August Gottschalk beendete nach dem deutschen Meisterschaftserfolg 1955 seine Laufbahn, der torgefährliche linke Flügelstürmer Bernhard Termath nahm ein Angebot des Karlsruher SC aus der Oberliga Süd an und wechselte nach Nordbaden. Als dann auch noch der individuell unersetzliche Reißer mit Abschlussqualitäten am rechten Flügel, Helmut Rahn, zur Runde 1959/60 die Mannschaft von der Hafenstraße Richtung Köln verließ, war der sportliche Rückschritt nicht mehr aufzuhalten. Georg Melches erkrankte in dieser Phase am Herzen und wurde pensioniert, seine jahrzehntelange Unterstützung für seinen Verein war damit deutlich eingeschränkt. Der Abstieg von RWE verlief parallel zum wirtschaftlichen Niedergang des Reviers im Zeichen der Kohlekrise.
In der Runde 1960/61 belegte RWE mit einem Punkt Rückstand zum SV Sodingen den 15. Tabellenplatz und musste dadurch in die 2. Liga West absteigen. Am 30. Spieltag, den 13. Mai 1961, verabschiedete sich Herkenrath mit dem 0:0-Remis bei Rot-Weiß Oberhausen aus der Oberliga West. Er hatte nochmals 26 Spiele für die Mannschaft von Trainer Willi Multhaup absolviert und ging für ein Jahr den Weg mit in die Zweitklassigkeit. Herkenrath sah im Rückblick die Meisterschaft 1955 als einen tiefen Einschnitt an. Das Familiäre im Verein sei zunehmend dem Mammon geopfert worden.

„Mitte der fünfziger Jahre wurden Spieler von auswärts geholt, Ausländer auch, und prächtig honoriert. Wir haben hinter der hohlen Hand gehört, was ihnen unter dem Tisch gezahlt wurde. Da waren Harmonie und letzter Biss auf einen Schlag dahin. Es ging schon seit 1956 stetig bergab.“

Von 1952 bis 1961 hatte der „fliegende Schulmeister“ 248 Oberligaspiele für RWE absolviert, insgesamt – ab 1947 – 336 Ligaspiele. Gemeinsam mit den Mitspielern Heinz Wewers, Herbert Weinberg, Otto Rehhagel, Werner Kik und Heinz Hornig kamen in der 2. Liga West weitere 21 Einsätze hinzu, und Rot-Weiss belegte 1961/62 den fünften Rang. Im Sommer 1962 beendete Herkenrath nach 16 Jahren Leistungsfußball und einer parallel einhergehenden beruflichen Laufbahn im Schuldienst seine eindrucksvolle fußballerische Karriere.

#### Erfolge
- Vizemeisterschaft in der Oberliga West 1949/50, Preußen Dellbrück
- DFB-Pokalsieger 1953, Rot-Weiss Essen
- Vizemeister in der Oberliga West 1954, Rot-Weiss Essen
- Deutscher Meister 1955 und Meister in der Oberliga West, Rot-Weiss Essen

#### Vereine
- Preußen Dellbrück (1947–1951, 75 Oberligaspiele)
- 1. FC Köln (1951/52, 13 Oberligaspiele)
- Rot-Weiss Essen (1952–1961, 248 Oberligaspiele)

### Nationalmannschaft, 1954 bis 1958
Bereits als junger Torhüter von Preußen Dellbrück gehörte der Sportstudent dem Kreis der von Sepp Herberger unter besonderer Beobachtung stehenden Anwärter für die neu aufzubauende Fußballnationalmannschaft nach dem Zweiten Weltkrieg an. In diversen Repräsentativspielen für Westdeutschland, verschiedenen Auswahllehrgängen des Bundestrainers, beim inoffiziellen Länderspiel am 4. April 1951 in Essen gegen das Saarland, als Ersatzmann in mehreren Länderspielen – darunter auch die zwei WM-Qualifikationsspiele gegen das Saarland sowie gegen Norwegen in Hamburg –, gehörte Herkenrath bereits seit 1948 dem Kreis der Nationalelf vor der Weltmeisterschaft 1954 in der Schweiz an. Er wurde auch im 40er-Aufgebot des DFB an die FIFA neben den Konkurrenten Toni Turek, Heinrich Kwiatkowski, Heinz Kubsch und Gerhard Geißler gemeldet. Da aber sein Verein Rot-Weiss Essen ab dem 23. April 1954 eine neunwöchige Süd- und Nordamerikareise mit mehreren Spielen durchführte, konnte er nicht am Abschlusslehrgang der Nationalmannschaft in München-Grünwald ab dem 24. Mai teilnehmen.
Beim ersten Länderspiel nach den WM-Tagen in der Schweiz, am 26. September 1954, in Brüssel gegen Belgien debütierte der RWE-Keeper dann endlich in der Nationalmannschaft. Bei der 0:2-Niederlage des neuen Weltmeisters bildeten Herbert Erhardt und Werner Kohlmeyer das Verteidigerpaar vor dem gut haltenden Debütanten. Seine Bilanz in den nächsten zwei Jahren weist zwar nur die zwei Erfolge am 19. Dezember 1954 in Lissabon gegen Portugal und am 16. November 1955 in Karlsruhe gegen Norwegen aus, sagt aber nichts über die dabei gezeigte Klasse des Torhüters aus Essen aus. Herkenrath war nicht für die negative Serie nach den WM-Tagen verantwortlich. Durch sein intelligent-sachlich geprägtes Spiel, seine Reflexe, sein Mut bei Zweikampfsituationen, durch das routinierte Stellungsspiel und durch seine Persönlichkeit war er ein würdiger Nachfolger von Toni Turek und die Torhüterposition war in den Jahren der Krise eine der wenigen Konstanten der instabilen Mannschaft. Die „WM-Helden“ konnten ihre Form der Turniertage nicht konservieren, sei es durch Krankheits- wie auch Verletzungsausfälle bedingt, insbesondere aber durch die leistungsschädlichen Einflüsse der Probleme des Alltags als „Weltmeister“. Dazu kam die international nicht konkurrenzfähige Ligasituation im deutschen Spitzenfußball mit den weiterhin regionalen Oberligen, die keine leistungssportliche Ausgangsposition mit ihrem in der Regel zwei- bis dreimaligem Training in der Woche für die Nationalmannschaft darstellten.
Als die Herberger-Elf ab 1957 in der unmittelbaren Vorbereitungsphase vor der Weltmeisterschaft 1958 wieder mit positiven Ergebnissen aufwarten konnte, feierte Herkenrath mit der Nationalmannschaft Erfolge gegen Österreich, Ungarn, Belgien und Spanien. Beim WM-Turnier selbst überzeugte er in den Gruppenspielen gegen Argentinien, Tschechoslowakei und Nordirland, im defensiv geführten Viertelfinale gegen Jugoslawien und auch im Halbfinale gegen das Gastgeberland Schweden. Herkenrath war der Rückhalt der guten deutschen Defensive in den WM-Tagen in Schweden 1958. Mit seinem 21. Länderspiel am 24. September 1958 in Kopenhagen gegen Dänemark endete die internationale Karriere von Fritz Herkenrath.

### Der „fliegende Schulmeister“
Herkenrath war an der Grundschule auf der Essener Margarethenhöhe von 1956 bis 1961 Sportlehrer, wurde 1962 nach seiner RWE-Zeit zum Professor in der Sportfakultät der Technischen Hochschule Aachen ernannt und arbeitete zum Schluss bis zu seiner Pensionierung 1990 als Studienprofessor an der Universität Düsseldorf.